# تشيكاو (لاعب كرة قدم مواليد 1981)
تشيكاو (بالبرتغالية: Anderson Sebastião Cardoso) هو لاعب كرة قدم برازيلي في مركز الدفاع، ولد في 3 يونيو 1981 في موجي غواكو في البرازيل. لعب مع بورتوغيزا سانتيستا ونادي باهيا ونادي جوفنتودي ونادي دلهي ديناموس ونادي فلامنغو ونادي فيغورينسي ونادي كورينثيانز ونادي موجي ميريم.

## وصلات خارجية
- هذه المقالة غير مرتبط بويكي بيانات